# NGC 1819
NGC 1819 је спирална галаксија у сазвежђу Орион која се налази на NGC листи објеката дубоког неба.
Деклинација објекта је + 5° 12' 3" а ректасцензија 5h 11m 46,0s. Привидна величина (магнитуда) објекта NGC 1819 износи 12,5 а фотографска магнитуда 13,5. NGC 1819 је још познат и под ознакама UGC 3265, MCG 1-14-2, MK 1194, CGCG 421-4, IRAS 05091+0508, PGC 16899.